# Flugpolizei

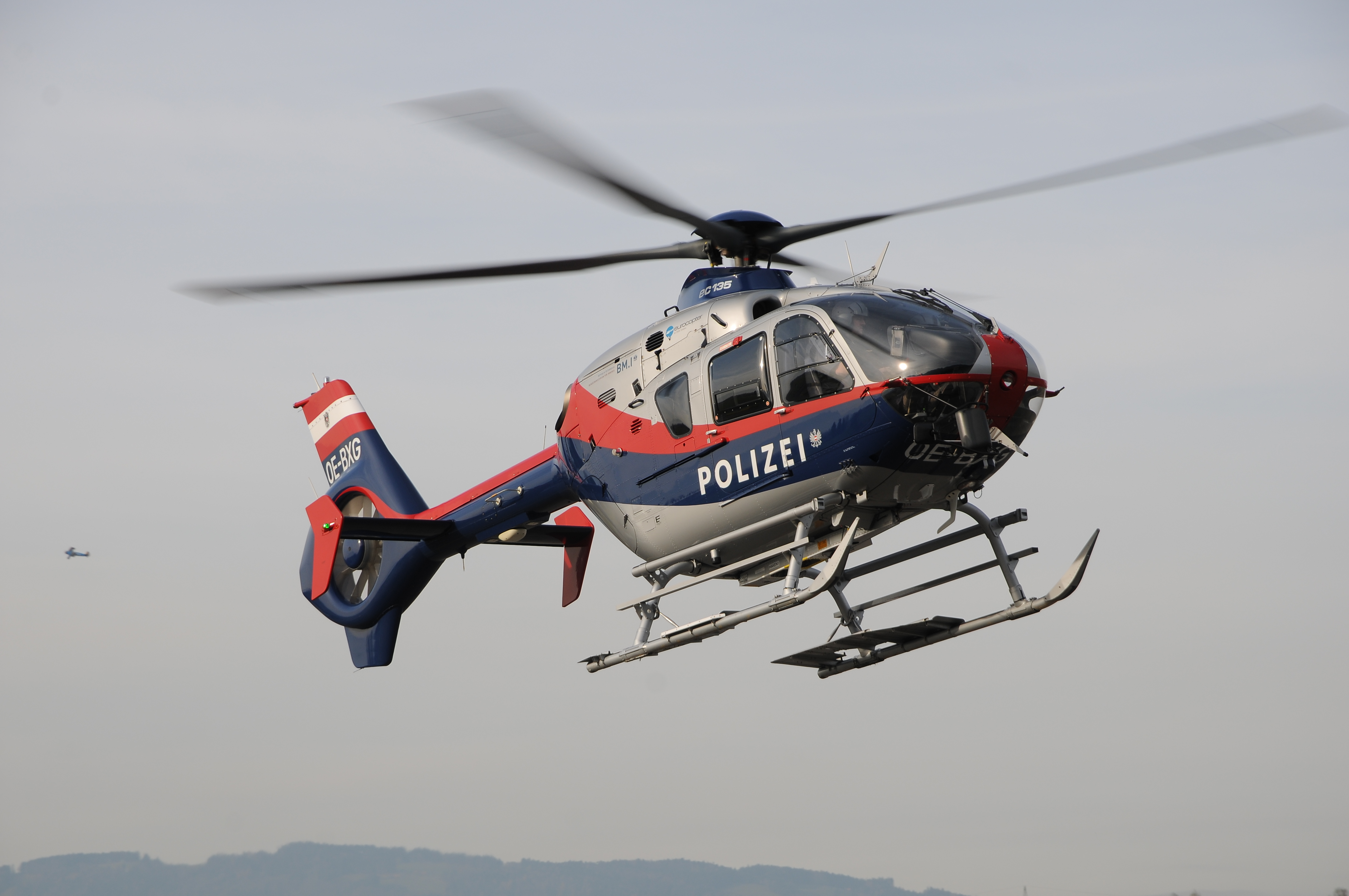
Un Eurocopter EC135 exploité par le Flugpolizei

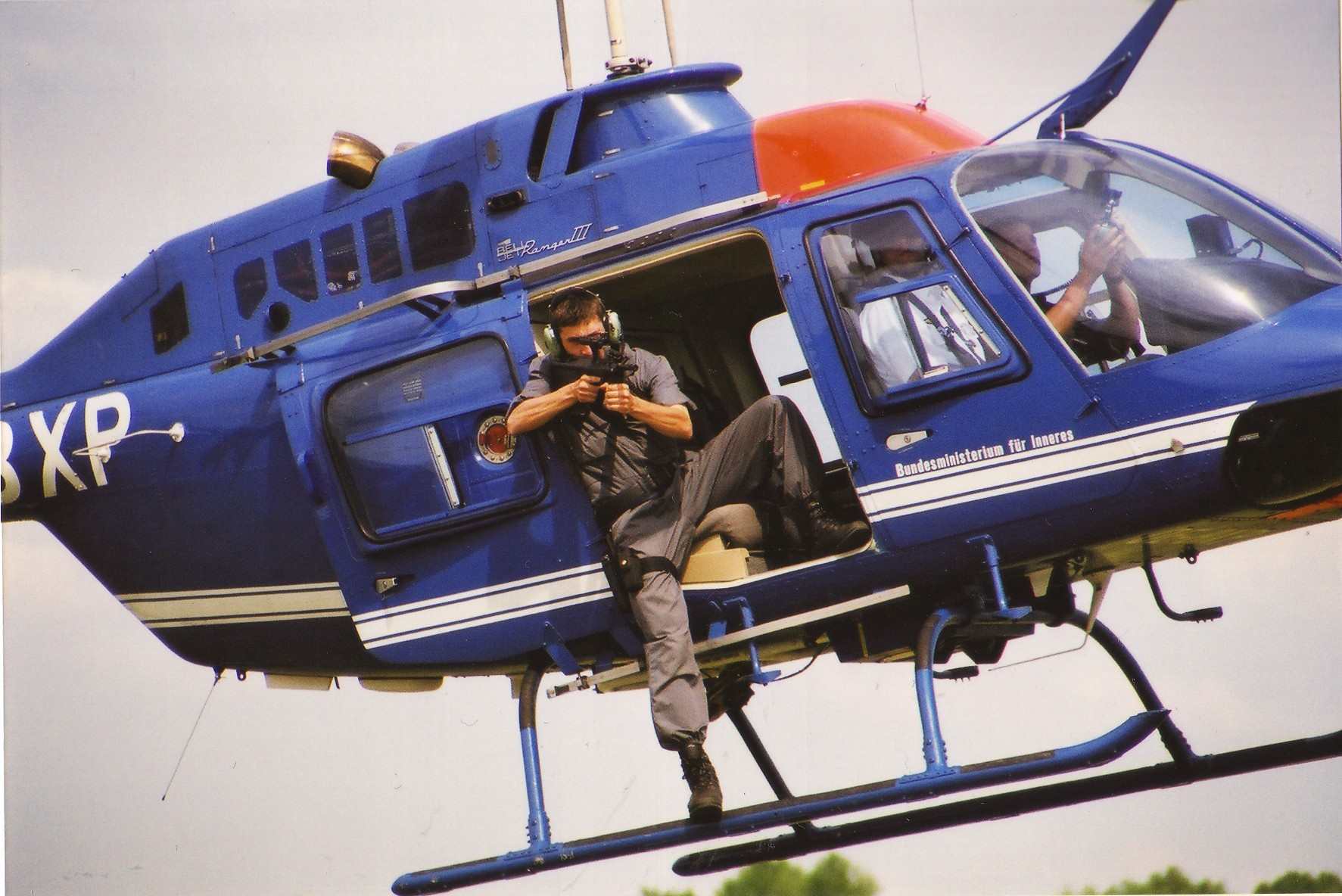
Un hélicoptère Flugpolizei utilisé par GEK Cobra

Le Flugpolizei est une unité du ministère fédéral de l'Intérieur de l'Autriche.

## Rôle
Le Flugpolizei coordonne les opérations aériennes en appui au Polizei en matière pénale, dans le cadre d’événements majeurs et pour l’aide au contrôle de la circulation. Il apporte également son soutien aux services d'incendie lors de la lutte contre les incendies ou lors de catastrophes naturelles, et effectue des recherches et des secours pour le Zivilluftfahrtbehörde (autorité de l'aviation civile). Très souvent, il procédera également à des sauvetages en montagne ou à la recherche de personnes disparues. 
Au niveau européen, la participation aux missions dans le cadre de la coopération policière bilatérale et avec l'agence des frontières européenne Frontex revêt une importance croissante.
Le Flugpolizei offre une formation aux utilisateurs, aux pilotes, aux observateurs en vol et aux sauveteurs (par exemple, une formation en vol pour les pompiers).
Les Flugpolizei participent au domaine du droit de l’aviation, notamment en élaborant de nouvelles dispositions juridiques dans ce secteur et en étudiant les incidents frontaliers et les atteintes à la sûreté de l’aviation civile.